# Ischnopteris albiguttata
Ischnopteris albiguttata är en fjärilsart som beskrevs av W. Warren 1904. Ischnopteris albiguttata ingår i släktet Ischnopteris och familjen mätare. Inga underarter finns listade i Catalogue of Life.